# 카진
카진은 대한민국의 가수다. 2016년 싱글 앨범 [눈꽃처럼 아름다운]으로 정식 데뷔했다. 라멘 고수로 알려져 있다

## 방송
- 보이스 코리아 2020 (2020) - Top16

## 피처링
- 크레파스 - 솔로라서 (2015)